# Ћ
Ћ (gemen: ћ) är den sjätte bokstaven i det kyrilliska serbiska alfabetet och motsvaras av Ć i det latinska alfabetet.

## Teckenkoder i datorsammanhang
| Teckenkoder        | Versal: Ћ                   | Gemen: ћ                  |
| ------------------ | --------------------------- | ------------------------- |
| Namn (Unicode)     | CYRILLIC CAPITAL LETTER TJE | CYRILLIC SMALL LETTER TJE |
| Kodpunkt (Unicode) | U+040B                      | U+045B                    |
| HTML               | &#x40B;                     | &#x45B;                   |